# First Aid Kit
First Aid Kit (с англ. — «аптечка первой помощи») — шведский фолк-дуэт сестёр Йоханны (р. 1990) и Клары (р. 1993) Сёдерберг. Они выросли в Энскеде, районе на юге Стокгольма, и начали сочинять песни в 2007 году, будучи подростками. В 2008 году благодаря загруженному на YouTube видео, в котором они перепели «Tiger Mountain Peasant Song» группы Fleet Foxes, их имя быстро распространилось в Интернете, и вскоре сёстры исполнили эту песню вместе с её авторами на концерте в Голландии.

## История
Начав записываться в 2007 году, сёстры отправили демо-трек «Tangerine» на шведскую радиостанцию, которая начала проигрывать его летом. Позднее в том же году дуэт подписал контракт с лейблом Rabid Records, чьим совладельцем является коллектив The Knife. Их дебютный мини-альбом Drunken Trees вышел в 2008 году на территории Швеции. Через год лондонский лейбл Wichita переиздал его, дополнив трек-лист кавер-версией «Tiger Mountain Peasant Song» и видеосопровождениями к трём песням, сыгранным «вживую» в шведском лесу.
В 2010 году вышел первый студийный альбом The Big Black & the Blue, за которым последовал большое концертное турне (около 100 выступлений) по Великобритании, США, Австралии, Новой Зеландии и некоторым странам Европы. First Aid Kit выпустили второй альбом The Lion’s Roar в 2012 году. На родине группы он дебютировал на первом месте в хит-параде.

## Дискография

### Студийные альбомы
| Год  | Альбом                                                                                    | Высшее место в хит-параде | Высшее место в хит-параде | Высшее место в хит-параде | Высшее место в хит-параде | Высшее место в хит-параде | Высшее место в хит-параде | Высшее место в хит-параде | Высшее место в хит-параде | Высшее место в хит-параде | Высшее место в хит-параде | Высшее место в хит-параде | Высшее место в хит-параде | Высшее место в хит-параде | Высшее место в хит-параде |
| Год  | Альбом                                                                                    | SE                        | NO                        | DK                        | FI                        | BE (Vl)                   | GB                        | AU                        | NL                        | AT                        | IR                        | US                        | DE                        | CH                        | BE (Wa)                   |
| ---- | ----------------------------------------------------------------------------------------- | ------------------------- | ------------------------- | ------------------------- | ------------------------- | ------------------------- | ------------------------- | ------------------------- | ------------------------- | ------------------------- | ------------------------- | ------------------------- | ------------------------- | ------------------------- | ------------------------- |
| 2010 | The Big Black & the Blue - Выпущен: 26 января 2010 - Лейбл: Wichita - Формат: CD, LP, MP3 | 30                        | —                         | —                         | —                         | —                         | —                         | —                         | —                         | —                         | —                         | —                         | —                         | —                         | —                         |
| 2012 | The Lion’s Roar - Выпущен: 23 января 2012 - Лейбл: Wichita - Формат: CD, LP, MP3          | 1                         | 3                         | 14                        | 19                        | 30                        | 35                        | 36                        | 41                        | 55                        | 56                        | 65                        | 69                        | 76                        | 88                        |
| 2014 | Stay Gold - Выпущен: 10 июня 2014 - Лейбл: Columbia - Формат: CD, цифровая загрузка       | 1                         | 1                         |                           |                           |                           | 11                        |                           |                           |                           |                           |                           |                           |                           |                           |
| 2018 | Ruins - Выпущен: 18 января 2018 - Лейбл: Columbia - Формат: CD, цифровая загрузка         | 1                         | 4                         |                           |                           |                           | 3                         |                           |                           |                           |                           |                           |                           |                           |                           |
| 2022 | Palomino - Выпущен: 22 ноября 2022 - Лейбл: Columbia - Формат: CD, цифровая загрузка      | 3                         |                           |                           |                           |                           | 3                         |                           |                           |                           |                           |                           |                           |                           |                           |

### Мини-альбомы
- Drunken Trees (2008)
- America (2014)

### Синглы
| Год  | Синглы                                            | Пиковая позиция в чарте | Пиковая позиция в чарте | Пиковая позиция в чарте | Пиковая позиция в чарте | Пиковая позиция в чарте | Пиковая позиция в чарте | Альбом                     |
| Год  | Синглы                                            | SWE                     | AUS                     | FR                      | NED                     | NOR                     | US AAA                  | Альбом                     |
| ---- | ------------------------------------------------- | ----------------------- | ----------------------- | ----------------------- | ----------------------- | ----------------------- | ----------------------- | -------------------------- |
| 2009 | «You’re Not Coming Home Tonight»/«Tangerine»      | —                       | —                       | —                       | —                       | —                       | —                       | Drunken Trees              |
| 2009 | «Hard Believer»/«Waltz for Richard»               | —                       | —                       | —                       | —                       | —                       | —                       | The Big Black and the Blue |
| 2010 | «I Met Up with the King»                          | —                       | —                       | —                       | —                       | —                       | —                       | The Big Black and the Blue |
| 2010 | «Ghost Town» (7")                                 | —                       | —                       | —                       | —                       | —                       | —                       | The Big Black and the Blue |
| 2011 | «Universal Soldier» (7")                          | —                       | —                       | —                       | —                       | —                       | —                       | Non-album single           |
| 2011 | «The Lion’s Roar»                                 | 22                      | —                       | —                       | —                       | —                       | —                       | The Lion’s Roar            |
| 2012 | «Emmylou»                                         | 24                      | —                       | —                       | —                       | 20                      | —                       | The Lion’s Roar            |
| 2012 | «Blue»                                            | —                       | —                       | —                       | —                       | —                       | —                       | The Lion’s Roar            |
| 2012 | «Wolf»                                            | —                       | —                       | —                       | —                       | —                       | —                       | The Lion’s Roar            |
| 2014 | «My Silver Lining»                                | 38                      | 76                      | 19                      | 50                      | —                       | 22                      | Stay Gold                  |
| 2014 | «Cedar Lane»                                      | —                       | —                       | —                       | —                       | —                       | —                       | Stay Gold                  |
| 2014 | «America» (10")                                   | —                       | —                       | —                       | —                       | —                       | —                       | America EP                 |
| 2015 | «Stay Gold»                                       | —                       | —                       | —                       | —                       | —                       | 26                      | Stay Gold                  |
| 2017 | «You Are the Problem Here»                        | —                       | —                       | —                       | —                       | —                       | —                       | —                          |
| 2017 | «Gloomy Sunday»                                   | —                       | —                       | —                       | —                       | —                       | —                       | —                          |
| 2017 | «Revolution» (Van William вместе с First Aid Kit) | —                       | —                       | —                       | —                       | —                       | 8                       | —                          |
| 2017 | «It’s a Shame»                                    | —                       | —                       | —                       | —                       | —                       | 18                      | Ruins                      |
| 2017 | «Fireworks»                                       | —                       | —                       | —                       | —                       | —                       | —                       | Ruins                      |